# Partido Popular Revolucionario de Laos
El Partido Popular Revolucionario de Laos (PPRL; en lao: ພັກປະຊາຊົນປະຕິວັດລາວ Phak Pasaxon Pativat Lao; en francés: Parti Révolutionnaire Populaire Lao) es el partido político de extrema izquierda fundador y gobernante del actual estado de Laos. El monopolio del partido sobre el poder estatal está garantizado por el artículo 3 de la constitución de Laos, y mantiene un estado unitario con control centralizado sobre la economía y el ejército.
El PPRL fue establecido el 22 de marzo de 1955 por exmiembros del Partido Comunista Indochino. Lideró la insurgencia contra el gobierno real de Laos y apoyó a las fuerzas norvietnamitas en su guerra contra Estados Unidos. La insurgencia culminó con la toma del poder por el PPRL en Laos en 1975. Durante sus primeros años en el poder, el partido fortaleció el control del Estado-partido sobre la sociedad y trató de establecer una economía planificada basada en el modelo soviético. En la década de 1980, influenciado por las reformas del mercado en China y Vietnam, el PPRL inició reformas económicas que privatizaron muchas empresas estatales y legalizaron la propiedad privada.
El centralismo democrático, un concepto concebido por el marxista ruso Vladimir Lenin, es la forma organizativa del PPRL. La máxima institución del partido es el Congreso Nacional, que elige al Comité Central. Entre los congresos del partido, el Comité Central es el máximo órgano de toma de decisiones sobre los asuntos del partido. Después de un congreso del partido, el Comité Central elige al Politburó y al Secretariado, así como al Secretario General, máximo funcionario del partido. Entre las sesiones del Comité Central, el Politburó es el máximo órgano de toma de decisiones. A 2021, el XI Politburó está compuesto por 13 miembros. El actual líder del partido es Thongloun Sisoulith, quien ostenta los títulos de secretario general del Comité Central, presidente de la Comisión de Defensa y Seguridad Pública y primer ministro de Laos, quien es el jefe de Gobierno.
El PPRL está comprometido con el comunismo y continúa participando en el Encuentro Internacional de Partidos Comunistas y Obreros, un foro internacional anual de partidos comunistas. Según el estatuto del partido, el partido se adhiere al marxismo-leninismo y al pensamiento de Kaysone Phomvihane. Al tomar el poder en 1975, el partido buscó abolir inmediatamente el modo de producción capitalista y establecer una sociedad socialista. En la década de 1990, el estado de ánimo había cambiado y el partido creía que Laos estaba demasiado subdesarrollado para construir el socialismo. El partido adoptó así el capitalismo de Estado como herramienta para construir una sociedad socialista.

## Historia

### Antecedentes, fundación y Revolución Democrática Nacional (1945-1975)
El precursor del PPRL fue el Partido Comunista Indochino (PCI), que fue establecido por el líder vietnamita Ho Chi Minh en febrero de 1930 por orden de la Internacional Comunista (Comintern). Al PCI se le encomendó "eliminar los restos feudales, distribuir la tierra a los labradores, derrocar al imperialismo y hacer que Indochina fuera completamente independiente". Dominado por los vietnamitas, el PCI fue originalmente llamado "Partido Comunista de Vietnam", que fue cambiado debido al descontento de la Comintern con el tono de nacionalismo vietnamita de la organización y la creencia de la Comintern de que los trabajadores de Vietnam, Camboya y Laos tenían más en común que diferencias. A pesar de sus afirmaciones de ser un partido indochino, el PCI siguió siendo un partido completamente dominado por los vietnamitas hasta después de su disolución formal el 11 de noviembre de 1945, fecha en la que se proclamó la Revolución Democrática Nacional Indochina. A lo largo de su existencia anterior, el PCI no había tenido miembros camboyanos o laosianos. En 1946, el PCI clandestino inició una campaña concertada para reclutar cuadros comunistas laosianos.Kaysone Phomvihane, medio vietnamita, secretario general del PPRL desde 1955 hasta su muerte en 1992, fue reclutado en algún momento entre 1946 y 1947 mientras estudiaba en la Universidad de Hanói. Sin embargo, la falta de representación de Laos entre el PCI clandestino seguiría siendo un problema; y en febrero de 1951 sólo 81 de los 2091 miembros eran laosianos.
En febrero de 1951, el PCI clandestino convocó su segundo Congreso Nacional y cambió su nombre por el de Partido de los Trabajadores de Vietnam (PTV). Según el politólogo Joseph J. Zasloff, "La eliminación de la etiqueta 'indochino' del partido comunista parecía diseñada para apelar a los sentimientos nacionalistas en Vietnam, Laos y Camboya. Para demostrar vínculos estrechos entre los tres pueblos, los organizadores vietnamitas de este congreso invitó a asistir a varios líderes camboyanos y laosianos". Inmediatamente después del 2.º Congreso Nacional, se anunció una alianza Viet-Lao-Jemer que declaró un compromiso compartido para luchar contra el colonialismo francés y el imperialismo estadounidense en la región. En 1952, el PTV estableció el Comité para la Organización del Partido, que estaba compuesto por cinco miembros: Kaysone Phomvihanw (como Secretario), Nouhak Phoumsavanh, Sisavath Keobounphan, Boun Phommahaxai y Khamsen. En 1953, el PTV inició una purificación de la membresía de Laos que expulsó a todos menos a diecisiete miembros de pleno derecho y un número desconocido de miembros candidatos. En los dos años siguientes, se establecieron varias células comunistas en todo Laos; y el 22 de marzo de 1955, el congreso fundador se reunió y estableció el Partido Popular Lao (PPL). Sin embargo, no todo salió según lo planeado, y la LPP fue casi aniquilada en 1959, por una severa represión gubernamental. Los norvietnamitas reaccionaron aumentando su apoyo al PPL y su ejército, el Pathet Lao; y a principios de la década de 1960 el partido controlaba casi la mitad del país. A pesar de ser la fuerza principal detrás de la insurgencia de 1955 a 1975, el partido mantuvo su existencia en secreto, prefiriendo dirigir sus actividades a través de frentes. Pocos laosianos conocían la existencia del partido o el nombre de sus líderes durante este período. Esto no excluyó las actividades organizativas. En febrero de 1972, se convocó el 2.º Congreso Nacional y se cambió el nombre del partido por el de Partido Revolucionario Popular Lao (PPRL).
El 21 de febrero de 1973, después de años de guerra, se negoció un acuerdo de paz con el Gobierno Real de Laos. Se estableció un Gobierno Provisional de Unidad Nacional (PGNU); estaba compuesto por simpatizantes comunistas y dirigido por el realista Souvanna Phouma. Similar a la desintegración de Vietnam del Sur de 1974 a 1975, el Gobierno Real de Laos enfrentó varias rebeliones. Desde diciembre de 1974 hasta enero de 1975, las tropas reales en el distrito de Houei Sai de la provincia de Houa Khong y en la provincia de Khammouane comenzaron un levantamiento contra el gobierno. En reacción a los acontecimientos que se estaban desarrollando, el partido, a través del Pathet Lao, tomó el control de las carreteras que conducen a Vientián, cortando efectivamente los suministros a la capital. Durante abril y mayo, se llevó a cabo una protesta antigubernamental en toda la ciudad de Vientián, que provocó la dimisión de cinco miembros del gabinete. En un último intento por salvar la monarquía, el gobierno anunció nuevas elecciones para 1976. El 26 de noviembre, representantes del PPRL lograron que la monarquía renunciara "voluntariamente" a su riqueza real y abdicara. El partido convocó así un Congreso Nacional de Representantes del Pueblo para el 1 y 2 de diciembre de 1975. El congreso disolvió el Reino de Laos, estableció la República Democrática Popular Lao y anunció el fin de la Revolución Democrática Nacional de 30 años.

## Partido de Gobierno (1975-presente)
El colapso del gobierno real y la consiguiente toma de poder comunista produjo un éxodo, y en 1980 el diez por ciento de la población había abandonado el país. En sus primeros años de poder, el partido mantuvo sus formas secretas. Por ejemplo, Kaysone Phomvihane, la secretaria general del PPRL, era desconocida para la mayoría de la gente en ese momento. Las principales voces públicas del movimiento comunista antes de 1975, como el presidente del Frente Patriótico Lao Souphanouvong, fueron barridas después de la toma del poder por los comunistas. El nuevo gobierno cerró rápidamente las organizaciones de noticias independientes. Las organizaciones que no se disolvieron se vieron obligadas a solicitar la membresía en el Frente Lao para la Construcción Nacional (LFNC), una organización de masas controlada por el PPRL. Para difundir la palabra del nuevo gobierno, el PPRL y el FLPCN organizaron reuniones en todo el país para educar a la gente sobre la línea del partido y difundir la doctrina marxista-leninista. El objetivo final de este proceso fue la creación del nuevo hombre socialista.
En 1978, el PPRL continuó su transformación socialista al colectivizar la agricultura. Según el periodista e historiador Martin Stuart-Fox, el PPRL creía que "la productividad de la agricultura solo podía elevarse mediante economías de escala (por analogía con un modelo industrial), y esto solo podía lograrse mediante la propiedad colectiva de los medios de producción. Las cooperativas, argumentaron, podrían maximizar el uso de insumos modernos en la agricultura." El doble objetivo del proceso de colectivización era (1) abolir la propiedad privada en el campo y (2) fortalecer el control político en áreas anteriormente controladas por el gobierno real de Laos. La colectivización resultó difícil de implementar, y varias áreas se resistieron activamente a la política. En consecuencia, el Comité Central del PPRL abandonó la colectivización en 1981. Sostuvo que "los esfuerzos para movilizar a los agricultores para que se unan a cooperativas agrícolas o para establecer nuevas durante la temporada de producción actual deben suspenderse inmediata y estrictamente mientras la gente se dedica a la producción a fin de aumentar la producción de manera rápida y eficaz." En lugar de enfatizar la colectivización, el PPRL comenzó a enfocarse en emplear equipos agrícolas modernos para mejorar la eficiencia económica. En 1988, Kaysone Phomvihane admitió que la colectivización había sido un fracaso: "Nuestra política cooperativa anterior estaba en el viejo estilo practicado por otros países socialistas. Después de algunas investigaciones sobre la situación actual en Laos, decidimos cambiar de dirección y partir de la familia." Dos años más tarde, en 1990, prácticamente todas las cooperativas agrícolas habían dejado de existir.
En 1986, en el VIII Congreso Nacional, el PPRL comenzó a desmantelar su sistema de planificación económica, que se inspiró en el modelo soviético. Kaysone Phomvihan, en su Informe político del III Comité Central, señaló que "Nuestras principales deficiencias residen en el subjetivismo y la prisa, en nuestra inclinación a abolir rápidamente los sectores económicos no socialistas [...] Estamos inclinados al igualitarismo. En consecuencia, no incentivamos buenos trabajadores con alta productividad laboral. No hubo relación entre responsabilidad, derechos, obligaciones e intereses." Bajo el término de contabilidad económica socialista, el PPRL comenzó a separar a las empresas estatales del presupuesto estatal, obligándolas a sobrevivir en el mercado libre. En 1988, a la luz de la crisis que se estaba produciendo en el Bloque del Este y la Unión Soviética, se introdujeron nuevas reformas. Se adoptó un código de leyes favorable a la inversión extranjera y se fomentaron las empresas conjuntas. La razón tácita más importante de estos cambios fue una drástica disminución de la ayuda exterior de la que dependía totalmente Laos, de la cual el 70% procedía de la Unión Soviética y el Bloque del Este. En 1988, la ayuda exterior total del Bloque del Este ascendía a 52 millones de dólares; en 1989 era de 1 millón de dólares y no se recibió ninguna en 1990.
El colapso del comunismo en Europa afectó enormemente a Laos. Algunos estudiantes comenzaron a criticar el monopolio del poder político del PPRL y comenzaron a pedir un sistema multipartidista. Fueron apoyados por el Club Social Demócrata, un grupo de cuarenta intelectuales laosianos. Inspirado por los acontecimientos, el funcionario del PPRL, Thongsouk Saisangkhi, Viceministro de Ciencia y Tecnología, presentó una carta de renuncia abierta y acusó al PPRL de establecer una "monarquía comunista" y una "dinastía del Politburó", una referencia a la creciente influencia de los hijos de los líderes. El PPRL no cedió, y Thongsouk Saisangkhi, junto con el viceministro de Economía y Planificación Latsami Khamphoui y el funcionario del Ministerio de Justicia, Pheng Sakchittaphong, fueron encarcelados en octubre de 1990 y condenados a catorce años de cárcel en noviembre de 1992. Más tarde, ese mismo año, se adoptó una nueva constitución, que declaró que Laos era una dictadura democrática popular bajo el liderazgo del PPRL. En lugar de apaciguar a los críticos, Khamtai Siphandon, un miembro del Politburó en ese momento, declaró inequívocamente que "El Partido es también el único Partido en el que la gente confía. Todas las calumnias e intentos diseñados para socavar el papel de liderazgo del Partido se consideran contradictorios para realidad histórica y el interés nacional."
La gobernanza del partido y el estado se ha estabilizado desde la década de 1980. El consultor de gestión Clay Wescott señala que el partido "ha demostrado ser notablemente resistente. Las transiciones de poder han tendido a ser fluidas, la nueva generación de líderes ha demostrado estar más abierta a las reformas y el Politburó ahora tiene cierta diversidad étnica." Después de servir catorce años como Secretario General del PPRL, Khamtai Siphandon dejó el cargo en 2006 y fue sucedido por Choummaly Sayasone, quien sirvió diez años en el cargo. En 2016, Sayasone fue sucedido por Bounnhang Vorachith, quien sirvió hasta 20212021 y fue sucedido por el actual Secretario General de PPRL, Thongloun Sisoulith.

## Gobernancia

### Centralismo democrático
La estructura organizativa centralizada y jerárquica del partido se basa en el centralismo democrático, que fue concebido por Vladimir Lenin. Esta estructura implica que los órganos inferiores del partido obedezcan las decisiones de los superiores, como el Comité Central del PPRL. También implica la prohibición de las facciones internas del partido. Al final, cada órgano de toma de decisiones debe guiarse por el principio de liderazgo colectivo, un proceso que enfatiza la toma de decisiones colegiada, en contraste con el dominio de una sola persona. El Secretario General del PPRL, Kaysone Phomvihane, en un discurso ante el V Congreso Nacional en 1991, afirmó "que la democracia de nuestro Partido es centralizada. Por lo tanto, debemos implementar estrictamente el principio según el cual la minoría debe ceder ante la mayoría; La organización ejecuta las órdenes de la organización líder superior. Todo el Partido sigue al Comité Central."

### Monopolio del poder estatal

El PPRL tiene el monopolio del poder estatal en el país.

El PPRL tiene un monopolio legal sobre el estado. A su vez, el Estado mantiene una forma centralizada y unitaria de poder estatal basada en el centralismo democrático. Al tener el estatus de país "con mayor diversidad étnica" del sudeste asiático, el sistema estatal unitario de Laos está legitimado por el integracionismo socialista. Esta escuela de pensamiento "[considera] las clases sociales como el componente clave del pensamiento y la práctica social, y [considera] la promoción de la justicia distributiva como la prioridad pública apropiada." En otras palabras, las diferencias de clase, ingresos y estatus son más importantes que las diferencias étnicas. En palabras de Stuart-Fox, el partido controla este estado unitario a través de "el gobierno, la burocracia, las organizaciones de masas y el ejército. En los cuatro es prácticamente de rigueur que las figuras destacadas sean miembros del partido. estar en esos puestos a menos que fueran miembros del Partido. Las células del Partido operan en todas las instituciones, y hay un reclutamiento activo de personal joven y prometedor en el Partido, cuya membresía es sólo por invitación". El economista Bounlonh J.Soukamneuth está de acuerdo con la evaluación de Stuart-Fox y escribe que "el Partido monopoliza la ambición política y regula la vida pública. Los agentes del partido penetran en todas las instituciones del gobierno y en muchas áreas de la sociedad. Todas las organizaciones del partido-estado (de la burocracia gubernamental , la organización de masas, a los militares) implementan las directivas del partido y administran su monopolio del poder."
El partido ha establecido células en todas las instituciones estatales. La intención es asegurar "el liderazgo absoluto y directo integral del partido sobre todos los vínculos, desde el trazado de líneas y políticas, hasta la organización de la ejecución y el control." El fruto de esta labor es, según el exsecretario general del PPRL, Khamtai Siphandon, que "la dirección del partido domina los acontecimientos." Esto significa que las instituciones estatales, como el gobierno de Laos, implementan las directivas del partido. Cada ministerio del gobierno nombra un viceministro responsable de implementar las directivas del partido.
El preámbulo de la constitución de Laos establece que "la dirección correcta del antiguo Partido Comunista Indochino y del actual Partido Revolucionario del Pueblo Lao" explica el papel del partido en la sociedad. Sin embargo, a diferencia de las funciones estatutarias del Partido Comunista de China y el Partido Comunista de Vietnam, la constitución de Laos no establece firmemente el liderazgo del PPRL sobre el estado y la sociedad. Más bien, el artículo 3 de la constitución establece que "los derechos de los pueblos multiétnicos a ser dueños del país se ejercen y garantizan mediante el funcionamiento del sistema político con el Partido Revolucionario del Pueblo Lao como núcleo principal." Según el jurista Bui Ngoc Son, el artículo 3 "no sólo expresa la ortodoxia marxista de la vanguardia del partido, sino que también responde a la preocupación local por la integración de la diversidad étnica. Se trata de un compromiso constitucional ambiguo como respuesta a la pluralidad étnica." Además, la constitución establece en el artículo 10 que el partido está sujeto a la ley: "[el partido] debe funcionar dentro de los límites de la constitución y las leyes."
Las Fuerzas Armadas del Pueblo Lao (FAPL), las fuerzas armadas, están encargadas por la constitución de defender los logros de la revolución y los logros del gobierno del PPRL. La constitución dice poco sobre las relaciones cívico-militares y el control político sobre ella. El propio estatuto de la PPRL establece claramente que su liderazgo político sobre las fuerzas armadas (y otras fuerzas de seguridad) emana de la Comisión de Defensa y Seguridad Pública del Comité Central del PPRL (CDSP) y que la CDSP mantiene un control directo, unido y total de las FAPL.

#### Proceso de elección
| Elección | Término | +/–     | Asientos |
| -------- | ------- | ------- | -------- |
| 1989     | 2º      | 65/79   | 65       |
| 1992     | 3º      | 85/85   | 20       |
| 1997     | 4º      | 98/99   | 13       |
| 2002     | 5º      | 109/109 | 11       |
| 2006     | 6º      | 113/115 | 4        |
| 2011     | 7º      | 128/132 | 15       |
| 2016     | 8º      | 144/149 | 16       |
| 2021     | 9º      | 158/164 | 14       |

Las elecciones a la Asamblea Nacional unicameral se realizan cada cinco años. La constitución define a la asamblea como "la representante de los derechos, poderes e intereses del pueblo multiétnico." El organismo es elegido por sufragio universal y voto secreto. Las leyes electorales establecen que para presentarse a las elecciones, un candidato debe ser aprobado por el Frente Lao para la Construcción Nacional, que decide si el candidato cumple con los criterios establecidos en la ley. Algunos de los criterios son bastante generales, como que un candidato debe "ser patriota, ser devoto de la democracia popular, ser leal al Nuevo Mecanismo Económico del Partido, ser fiel a la nación, servir siempre a los intereses del pueblo, y tener una actitud fuerte, clara y absoluta hacia amigos y enemigos". Otros criterios, como que un candidato debe "tener un nivel suficiente de conocimiento de las políticas y programas estratégicos del Partido, y fuera de las leyes y regulaciones estatales, y tener la capacidad de realizar propaganda y motivar a las personas a conocer y participar en la implementación de las políticas del Partido y las leyes estatales "facilita que los miembros del PPRL sean aprobados como candidatos.
La mayoría de candidatos, por tanto, terminan siendo miembros de la PPRL. Suele haber más candidatos que escaños; en las elecciones de 2016, 210 candidatos competían por los 149 escaños en la 7.ª Asamblea Nacional. Si bien los representantes electos han utilizado la Asamblea Nacional para cuestionar al gobierno sobre una amplia gama de políticas, como la corrupción, la asamblea nunca ha castigado al gobierno en ningún sentido. Stuart-Fox opina que es poco probable que [los miembros del PPRL] pongan en peligro sus posibilidades de promoción dentro del partido al cuestionar demasiado a sus propios líderes." La antropóloga Holly High no está de acuerdo y señala que "si bien en el pasado el papel de la NA [Asamblea Nacional] a menudo se descartaba como un mero guiño simbólico hacia la política de representación y un sello de goma para las directivas del partido, las percepciones han cambiado en los últimos años con la NA ahora considerado como una vía clave para el recurso popular." Señala que la presidenta de la Asamblea Nacional, Pany Yathotou, ha tratado de simplificar el proceso mediante el cual los constituyentes pueden contactar e informar a sus representantes electos. Con el mismo espíritu, la Asamblea Nacional ha establecido una línea directa mediante la cual cualquier ciudadano lao puede contactar a su representante por teléfono, carta o correo electrónico. En la sesión plenaria de mitad de año de la Asamblea Nacional en 2012, los representantes recibieron 280 llamadas durante 17 días. La mayoría de las quejas se referían al manejo de cuestiones relacionadas con la tierra y la compensación.

### Vanguardismo
El PPRL es un partido marxista-leninista profundamente influenciado por los ejemplos de los comunistas vietnamitas y soviéticos. El partido se ve a sí mismo como "el único representante fiel de los intereses de las clases trabajadoras, el pueblo trabajador de todas las nacionalidades laosianas y todo el pueblo laosiano." Al igual que el Partido Comunista de Vietnam, el PPRL fomenta la idea de que el socialismo solo puede triunfar si existe un partido disciplinado y genuinamente revolucionario. Así, el partido se considera a sí mismo la fuerza directriz de la revolución socialista y la construcción socialista, y ve como su responsabilidad de propagar los valores marxistas. Es decir, se considera un partido de vanguardia. Así, la PPRL sostiene que no hay razón, ideológicamente, para que existan otros partidos. A la luz de esto, Kayasone Phomvihane dijo una vez al New York Times que "el pueblo laosiano tiene fe y está de acuerdo con el liderazgo del Partido Revolucionario Popular, ya que el partido pertenece al pueblo, se origina en el pueblo y sirve al pueblo. Nuestro partido laosiano aún no ve la necesidad de establecer otros partidos políticos."
El material de estudio del PPRL afirma que los héroes revolucionarios anteriores contra la opresión francesa, como Ong Keo, Kommadam, Chao-Fa Patchai y Pho Kadout, "fueron derrotados porque no había ningún Partido que dirigiera la lucha." Por lo tanto, a los cuadros del partido se les dice que son la "vanguardia de la revolución", ya que han adquirido conocimiento de las contradicciones en la sociedad laosiana y, durante la guerra civil laosiana, entendieron que la única forma de establecer un Laos libre era a través de la lucha armada. Por lo tanto, un buen cuadro es definido por el PPRL como alguien "que es leal a la nación y está dispuesto a servir al pueblo, obedece a sus líderes sin cuestionar, mantiene una buena disciplina, respeta el sistema, se mejora a sí mismo mediante el estudio [...] ser resuelto, valiente y desanimado ante las dificultades."

## Organización

### Organización central
El Congreso Nacional es el máximo órgano del partido y se reúne cada cinco años. Según el estatuto del partido, el Comité Central convoca el congreso nacional. El estatuto del partido otorga al Congreso las siguientes responsabilidades:
1. Escuchar el Informe Político del Comité Central saliente
2. Examinar el informe político del Comité Central saliente
3. Adoptar un plan quinquenal de desarrollo socioeconómico
4. Elegir un comité central
5. Discutir y promulgar las políticas del partido
6. Revisar el estatuto del partido

Entre las convocatorias del Congreso Nacional de la PPRL, el Comité Central es la máxima institución decisoria. El Comité Central elige a los miembros de varios órganos para llevar a cabo su trabajo. La primera sesión plenaria de un Comité Central recién elegido elige al secretario general del partido, la Comisión de Defensa y Seguridad Pública (CDSP), el Secretariado, el Politburó, y la Comisión de Inspección. El Politburó ejerce las funciones y poderes del Comité Central cuando este último no está en sesión. La CDSP es la máxima institución decisoria en asuntos militares y de seguridad dentro del partido y controla las operaciones de las Fuerzas Armadas del Pueblo Lao. El Secretario General de la PPRL es por derecho de oficina el presidente de la CDSP. Mientras tanto, la Secretaría es el principal organismo de implementación y está encabezada por el Secretario General del PPRL como el primer miembro y el presidente de la Comisión de Inspección como el segundo miembro, con el tercer miembro como miembro permanente. Los secretarios del PPRL normalmente dirigen o trabajan en las comisiones del Comité Central, las publicaciones Pasaxon y Alun Mai, etc. La Comisión de Inspección resuelve cuestiones disciplinarias que involucran a miembros del partido. Los temas de investigación van desde la corrupción hasta las actividades antipartidistas y contrarrevolucionarias, y generalmente abarcan todas las violaciones de las reglas del partido.

### Organización de nivel inferior
La Unión de la Juventud Revolucionaria del Pueblo Lao (UJRPL) es la liga juvenil del PPRL. Se estableció en 1983 y se basa en el modelo organizativo del PPRL; tiene su propio Secretario General, Politburó, Secretaría y Comité Central. Convoca un congreso nacional, su máximo órgano de decisión, cada cinco años; y publica su propio periódico, el Num Lao.

## Ideología
El marxismo-leninismo y el Pensamiento de Kaysone Phomvihane (2016 en adelante) son las ideas rectoras del partido. Kaysone Phomvihane dijo lo mismo en 1970: "Las victorias resonantes de los pueblos indochinos en el último cuarto de siglo no pueden separarse de la introducción del marxismo-leninismo en Indochina [y que] proporciona una guía para su acción y señala formas prácticas de avanzar la revolución en Laos." Los panfletos del partido señalan además que fueron Karl Marx y Friedrich Engels quienes descubrieron los principios universales del comunismo.
En diciembre de 1975, en la III Sesión Plenaria del II Comité Central, el partido dejó clara su intención de saltarse la fase capitalista en su avance hacia el socialismo. Sin embargo, la misma sesión plenaria consideró improbable la transformación socialista de la agricultura (colectivización) considerando el nivel de desarrollo del país. Continuó diciendo que el PPRL no tenía la intención de abolir las relaciones de propiedad capitalistas. La creencia imperante era que el bajo nivel de madurez política y cultural del país, la débil capacidad organizativa del PPRL y la inmadurez del sector estatal hacían imposible saltarse el capitalismo e iniciar inmediatamente la construcción socialista. Por lo tanto, el partido decidió una estrategia a largo plazo de transición hacia el socialismo: (1) buscó eliminar los rastros tanto del imperialismo, el colonialismo y el feudalismo, mientras construía un régimen democrático popular extendiendo el poder administrativo desde el centro a las bases; y (2) normalizar la vida de las personas restableciendo las relaciones capitalistas junto con el establecimiento de nuevas relaciones socialistas de producción.

Las obras de Karl Marx y Vladimir Lenin forman la base de la ideología del PPRL.

En octubre de 1975, la tercera sesión plenaria del segundo Comité Central aclaró aún más la ideología del partido. Kaysone Phomvihane creía que Laos se enfrentaba a una lucha dialéctica contra el imperialismo estadounidense y sus títeres locales. Esto lo identificó como parte de una "lucha de dos líneas" entre el socialismo y el capitalismo. En la V Sesión Plenaria del II Comité Central, Kaysone Phomvihane afirmó que "la lucha contra el imperialismo, la lucha entre ellos y nosotros, la lucha de clases y la lucha por construir un nuevo régimen estaban relacionadas con 'quién está ganando a quién' entre el socialismo y capitalismo". Este cambio ideológico a la "lucha de dos líneas" debía ser seguido por una aceleración de la construcción socialista. En febrero de 1977, la IV Sesión Plenaria del II Comité Central decidió que la nacionalización y la colectivización eran los medios para lograrlo. Kaysone Phomvihane dijo "que abolir la propiedad y explotación feudal, confiscar los activos de un feudalista reaccionario y capitalistas compradores ... [y] construir relaciones socialistas de producción en la economía estatal basadas en dos formas de propiedad primaria: propiedad de todo el pueblo y propiedad colectiva."

En 1979, en la VII Sesión Plenaria del II Comité Central, la línea del partido cambió una vez más y ahora enfatizó la introducción de las relaciones de mercado en la economía. La decisión se basó en la idea de que la transición al socialismo fue un largo proceso histórico y que Laos se encontraba todavía en las primeras etapas del socialismo. El partido confirmó que el estado y las empresas colectivas jugarían un papel importante en la economía, pero que el capitalismo de estado, la propiedad privada y la actividad económica individual continuarían y serían utilizados por el estado para la construcción socialista. Según el economista Norihiko Yamada:
... el socialismo perdió su significado sustancial y ya no se consideró un objetivo nacional realista. Si bien el socialismo siguió siendo el objetivo final del PPRL, como lo es hoy, el partido reconoció que el período de transición sería más largo de lo esperado. Aunque el partido no abandonó el socialismo, no estaba seguro de cuánto duraría la transición y cuándo se completaría la construcción socialista. En otras palabras, el socialismo se convirtió en ideal. En su lugar, la reconstrucción de la posguerra y el establecimiento de las bases necesarias para la construcción del estado se convirtió en el objetivo realista del estado.
Las implicaciones de los cambios de 1979 no se notaron en la dirección del partido antes de mediados de la década de 1980. Al principio, las reformas de mercado se promovieron bajo el paraguas del Mecanismo de Gestión Económica Socialista, y en 1984 el Nuevo Mecanismo de Gestión Económica. Ambos términos enfatizaron la importancia de la gestión estatal de la economía. El PPRL todavía consideraba "que la economía estatal, la economía colectiva y el capitalismo de estado se basaban en el principio de una economía planificada, mientras que los sectores privado e individual se basaban en el principio de las relaciones mercancía-dinero." En la octava sesión plenaria del segundo comité central, Kaysone Phomvihane dijo en el pleno que la lucha de dos líneas entre socialismo y capitalismo había entrado en una etapa nueva y compleja. En el Tercer Congreso Nacional, Kaysone Phomvihane aclaró aún más su declaración, afirmando que la lucha de dos líneas era entre quienes apoyaban y quienes se oponían a las reformas económicas. En reacción a la oposición de los funcionarios del partido, especialmente aquellos centrados en Nouhak Phoumsavanh, Kaysone Phomvihane introdujo el término Nuevo Pensamiento en el discurso ideológico en el IV Congreso Nacional. El término se definió en oposición a lo que Kayasone Phomvihane denominó "pensamiento antiguo":
"A veces, en el pasado, ellos [los líderes] no tenían el valor de hablar con franqueza sobre los hechos, las dificultades y las deficiencias de su trabajo con la gente, pero estaban tratando de hablar solo de logros y victorias. Esa no es una forma científica de pensar, y está mal [...] Hablar de acuerdo con los hechos es un nuevo pensamiento ... Confiar en la gente, hablar con franqueza y hablar con la gente de acuerdo con los hechos es la nueva forma de pensar y el nuevo estilo de trabajo. al revés, no confiar en la gente, distorsionar los hechos, no revelar las dificultades y deficiencias, son la forma de pensar obsoleta y la forma antigua. El pensamiento antiguo es subjetivo e impaciente. [...] Un ejemplo del pensamiento antiguo es ver solo los aspectos negativos de un sector económico no socialista pero no ver ninguna de sus ventajas en el desarrollo económico y la mejora de la vida de las personas. Por lo tanto, pensamos que cambiar la propiedad de los medios de producción es la clave para desarrollar una productio n fuerza, que conducirá automáticamente a la mejora de la vida de las personas."
Si bien las reformas económicas aumentaron el crecimiento económico y elevaron el nivel de vida, las reformas también produjeron lo que la PPRL denominó "fenómenos negativos" como la corrupción, el fraude, la disparidad económica y la desigualdad de ingresos. Por lo tanto, el presidente del PPRL, Khamtai Siphandon, inició una campaña para fortalecer los valores socialistas y dijo en una reunión del partido que "controlar a las bases y al pueblo es una lucha seria de '¿quién ganará a quién?' entre nuestros enemigos y nosotros". Poco después, el miembro de la Secretaría, Chueang Sombounkhan, publicó en Alun Mai un artículo que aclaraba la posición del partido sobre el socialismo: "para prepararse para la fase de transición es necesario reservar un cierto período de tiempo, que significa 'transición para transición' o 'transición indirecta' '. ', para alcanzar el socialismo. Generalmente, este camino de transición es el camino más largo, complejo y difícil." En palabras de Yamada:
"[el PPRL] afirmó que Laos estaba en transición por transición, o en una transición ultralarga y que los aspectos negativos del crecimiento económico fueron causados por este proceso. El partido usó este argumento para legitimar su línea así como para trivializar los problemas. Sin embargo, incluso si tal teoría pudiera legitimar la larga transición al socialismo y sus problemas concomitantes, no necesariamente resolvió la brecha entre el socialismo y la economía de mercado. En otras palabras, el partido no tenía una medida teórica para hacer frente a los problemas, salvo el socialismo. Por tanto, el partido banalizó los problemas derivados del desarrollo económico como una lucha ideológica."
En 2006, en el VIII Congreso Nacional, el PPRL buscó una vez más aclarar su posición marxista-leninista. Decidió que mientras las políticas del partido fueran "(i) desarrollar el poder económico; (ii) fortalecer el estado y asegurar la estabilidad política; y (iii) mejorar los niveles de vida y generar beneficios para el pueblo", era socialista. El Informe Político del VII Comité Central al VIII Congreso Nacional afirmó además que "para lograr el objetivo de largo plazo definido por el partido, debemos considerar la industrialización y la modernización como prioridad en el desarrollo porque la transformación socialista tiene los mismos objetivo y las mismas metas tanto la industrialización y la modernización." Así, el partido trató de aclarar por qué era lógico y legítimo utilizar los mercados para construir el socialismo. Afirmó que la construcción exitosa de un Estado-nación era un requisito previo para crear condiciones socialistas. Sin embargo, en el IX Congreso Nacional, el Secretario General de la PPRL, Choummaly Sayasone, enfatizó la importancia de fortalecer el trabajo ideológico y el entendimiento:
"[Debemos] seguir adhiriéndonos firmemente al marxismo-leninismo y los ideales socialistas, prestar atención a la investigación y comprender algunos [de los] principios básicos del marxismo-leninismo, y luego aplicarlos de manera creativa y apropiada a la situación real de nuestro estado mediante la línea [del partido] a la exigencia del desarrollo nacional. Para orientar la dirección real del partido y resolver los problemas de manera adecuada, siempre aprendemos lecciones de la práctica y nos mantenemos en la línea de la renovación oponiendo el dogmatismo, el primordialismo, el subjetivismo, el radicalismo y El pensamiento no capta la situación real y el principio de renovación."
Para 2016, el partido había modernizado su marco ideológico. El X Congreso Nacional enmendó el estatuto del partido y se agregó el Pensamiento Kaysone Phomvihane (PKP). Al adoptar el PKP, el partido buscó legitimar aún más el gobierno del partido y sus políticas económicas. Su adopción fue una violación de la tradición del partido, porque el PPRL nunca había nombrado una teoría después de un individuo antes; a diferencia del Partido Comunista de China, que adoptó el pensamiento de Mao Zedong, la teoría de Deng Xiaoping y el pensamiento de Xi Jinping sobre el socialismo con características chinas para una nueva era; el pensamiento de Ho Chi Minh del Partido Comunista de Vietnam; el Kimilsungismo-Kimjongilismo del Partido de los Trabajadores de Corea; y el fidelismo en Cuba. Si bien el partido no expuso el significado del término en el X Congreso Nacional, el término en sí se había utilizado ocasionalmente antes. Para celebrar el 85 aniversario de Kaysone Phomvihane en 2006, el PPRL organizó el seminario "El pensamiento de Kaysone Phomvihane en la construcción y el desarrollo del régimen democrático popular en la vía del socialismo". El seminario lo exaltó "como el pensador y teórico clave del partido, el iniciador de las reformas de 1979 y como heredero de Marx y Vladimir Lenin, quienes aplicaron creativamente el marxismo-leninismo a Laos." El PKP se definió a su vez como una teoría fundamental para la renovación del partido y como una guía para el partido y el país.

## Alcance internacional
El PPRL mantiene relaciones de partido a partido con partidos comunistas y no comunistas por igual. Es un asistente habitual del Encuentro Internacional de Partidos Comunistas y Obreros, un foro internacional de partidos comunistas. También mantiene estrechas relaciones de partido a partido con el Partido Comunista de China (PCCh), el Partido Comunista de Cuba, el Partido Comunista de Vietnam (PCV), el Partido de los Trabajadores de Corea y el Partido Popular de Camboya.
El PCV y el PCCh suelen competir por la influencia en Laos, pero el PPRL sigue siendo el más cercano al PCV. Si bien el PCCh a menudo brinda ayuda a Laos y al PPRL, la relación carece de los rituales que caracterizan la relación PPRL-PCV. Para ejemplificar, durante una visita de rutina a Laos en diciembre de 2015, el vice primer ministro y ministro de Relaciones Exteriores de Vietnam, Phạm Bình Minh, otorgó la Orden de la Independencia (Clase 2 y 3), la Orden del Trabajo (Clase 3) y la Orden de la Amistad. a sus homólogos de Laos por su "destacada actuación" en la mejora de los lazos entre Laos y Vietnam. La prioridad otorgada a los vínculos con el PCV se ve también en otras áreas. Por ejemplo, tras su elección como Secretario General del LPRP, Bounnhang Vorachith se acercó primero a su homólogo vietnamita y posteriormente al PCCh.